# إليفاليه فرازر اندروز
إليفاليه فرازر اندروز (بالإنجليزية: Eliphalet Frazer Andrews)‏ هو رسام أمريكي، ولد في 8 يونيو 1835 في ستوبنفيل في الولايات المتحدة، وتوفي في 15 مارس 1915 في واشنطن العاصمة في الولايات المتحدة.